# جوانا سان ميغيل
جوانا سان ميغيل (بالإسبانية: Johanna San Miguel)‏ هي ممثلة بيروفية، ولدت في 14 نوفمبر 1967 بليما في بيرو.

## وصلات خارجية
- جوانا سان ميغيل على موقع IMDb (الإنجليزية)
- جوانا سان ميغيل على موقع قاعدة بيانات الفيلم (الإنجليزية)